# Soldadura por electroescoria
La soldadura por electroescoria es un proceso de soldadura por fusión, con protección de escoria. Esta técnica se utiliza para una soldadura por colada continua. Utiliza un equipo parecido al de soldadura por arco.
Se caracteriza por la utilización de electrodos, y de un mecanismo con zapatas. El metal líquido que se forma en este proceso es retenido por las zapatas de cobre que se refrigeran por agua. Estas zapatas están colocadas una en la parte delantera; y la otra en la parte trasera de la zona de soldadura.
En este proceso de soldadura no existe arco, y el alambre se va fundiendo a medida que es sumergido en la escoria fundida. Es entonces cuando se funde el metal base y se solidifica el metal que está fundido y retenido por las zapatas. El carro, los electrodos y las zapatas se mueven verticalmente provocando de este modo la soldadura.

## Historia
El proceso de soldadura por electroescoria fue patentado por Robert K. Hopkins en los Estados Unidos en febrero del año 1940 y  posteriormente desarrollado y perfeccionado en la URSS por Paton, concretamente en Kiev, durante la década de 1940-1950.
El método de Paton fue introducido en la Feria de Comercio de Bruselas de 1950. El primer uso en los EE. UU. fue en 1959 en Chicago, por la dirección de General Motors, y se utilizó la soldadura por electroescoria para la fabricación de bloques de motor.
Más tarde, en 1968 los Hermanos Hobart de Troy emitieron una serie de máquinas que utilizaban este proceso de soldadura para la construcción naval y de puentes; y para las grandes industrias de fabricación estructural. Se estima que entre 1960 y finales de los 80, solo en California, fueron soldados más de un millón de refuerzos utilizando el proceso de soldadura por electroescoria. Ejemplos de este proceso son el edificio del Banco de América, en San Francisco y las torres de seguridad de los edificios del Pacífico, en Los Ángeles. Estos son dos de los edificios más altos de California.
Este proceso era muy utilizado pero en 1977 la Administración Federal de Carreteras lo prohibió para determinados usos debido a que las grandes cantidades de calor provocaban un grano grueso y frágil del material.

## Procesos y características

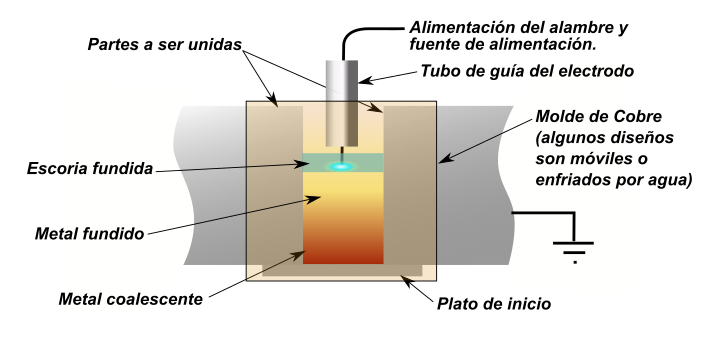
Soldadura por Electroescoria.

La soldadura por electroescoria utiliza una orientación vertical  del dispositivo, el cabezal de soldadura utiliza un movimiento de avance , donde unas zapatas de cobre enfriadas con agua, hacen de contenedor de la escoria fundida, que funde ya que  se genera un arco eléctrico  entre la pieza que va a ser soldada y un electrodo consumible. Se utilizarán uno o más electrodos  dependiendo del grosor de la chapa. La escoria hace de protector del proceso de soldadura. 
Las chapas están colocadas en posición vertical con una separación paralela que va de los 31.75 a 34.92 mm. Las zapatas de cobre delanteras y traseras tienen una separación paralela de modo que forman un molde rectangular en el cual se desarrolla el proceso de soldadura. En la parte inferior de esta ranura se encuentra la zapata de arranque, que inicia el proceso mediante la formación de un arco con uno, dos o tres alambres continuos según el espesor de las chapas del material a soldar. El arco se mantiene el tiempo adecuado para que se produzca la suficiente escoria líquida (suele ser entre 30 y 50 mm de profundidad).
Cuando hay la suficiente escoria líquida, se eleva la intensidad de corriente y se disminuye la tensión. El proceso cambia a soldadura total de escoria eléctrica. El calor generado en la escoria líquida para formar la soldadura, es producido al disiparse la energía en la capa de escoria. La temperatura del baño de escoria es elevada y se encuentra entre los 1750 y los 2000 °C. La solidificación de la soldadura es progresiva desde la parte inferior hasta la superior, existiendo siempre metal fundido sobre el metal a soldar. La escoria permanece en la parte superior debido a que su densidad es menor que la del metal fundido.
Las reacciones de la escoria se producen en el electrodo por la relación entre el área y el volumen, además de las corrientes producidas por la escoria.
Se usan fuentes de alimentación de corriente continua para realizar la soldadura por este proceso.
| Crecimiento de grano |
| Hay que tener especial cuidado con el tamaño de grano ya que es el factor más importante en este proceso de soldadura. Si se reduce provoca al mismo tiempo el aumento de la tensión de fluencia y también de la resistencia al impacto. Los elementos más utilizados para el afinamiento de grano son los siguientes: niobio, vanadio, aluminio y titanio. Se utilizan en pequeñas cantidades y por eso se les denomina microaleaciones. |

## Tipos de soldadura por electroescoria
La soldadura por electroescoria tiene dos variantes:
- Soldadura con aportación de hilo continuo: El hilo de aportación es alimentado por la corriente.

- Soldadura con aportación de hilo continuo y tobera consumible: Utiliza una tobera consumible.

Los consumibles que se pueden utilizar son:
- Alambre.

- Flux.

Existen dos modos de implementar el proceso de soldadura por electroescoria. El primer sistema es mediante el empleo de un dispositivo automático acoplado en una columna vertical permitiendo elevar las zapatas y el cabezal de soldadura a medida que la soldadura va progresando desde la zona inferior hasta la superior.
Los problemas de esta primera opción son el alto coste que supone y el gran peso del dispositivo. Además la superficie lateral debería ser tan lisa como se pudiera para que el desplazamiento de las zapatas fuera más fácil.
En el segundo sistema se emplea una guía consumible para llevar el alambre hacia la zona de fusión del material. Este guía debe estar aislada eléctricamente para evitar que se produzcan arcos erráticos. Además, esta guía se va consumiendo a medida que la soldadura va progresando con lo que contribuye al volumen de metal depositado. 
Las ventajas de este método son que no necesita de un dispositivo de elvación para el cabezal ya que no existen partes móviles. Si la guía tiene la sección transversal suficientemente grande la velocidad de adición de aporte puede ser aumentada considerablemente. Si se desean agregar elementos de aleación, se puede variar la composición de la guía consumible. Como este método es auto-regulabe se puede aumentar la velocidad de soldadura reduciendo el espacio entre las chapas a soldar.
| Tipos de escoria |
| Los tipos de escoria empleados pueden ser de tipo ácido con base de {\displaystyle SiO_{2}} o de tipo básico con alto contenido de {\displaystyle CaO-CaF_{2}}. La presencia de oxígeno empeora las propiedades a impacto de la soldadura. Las escorias de tipo básico presentan la ventaja de reducir el contenido de oxígeno disuelto en el metal fundido y además refinan el metal de impurezas como puede ser el azufre. Por tanto las escorias de este tipo mejoran las propiedades mecánicas de la soldadura. |

## Ventajas y desventajas
| Ventajas |
| - Gran velocidad de soldadura que se puede alcanzar. - El proceso se puede autorregular. - Soldadura de buena calidad. - Gran rendimiento en el aporte de material. Se pueden conseguir grandes tasas de aporte de material (entre 15 y 20 kg/h) - Productividad elevada. - Bajos costes de preparación de los equipos. Las máquinas utilizadas para la soldadura por electroescoria se pueden preparar con una cepilladora o una máquina de oxicorte, siendo esta preparación más económica que la de otros procesos de soldadura. - La posibilidad de realizar el proceso en una sola pasada permite un ahorro de tiempo considerable comparado con soldaduras de múltiples pasadas. - Capacidad elevada para soldar metales gruesos. - Se produce una mínima tensión transversal. |

| Desventajas |
| - Tiene un coste alto. - La gran cantidad de energía que se utiliza. Además la energía producida provoca un enfriamiento lento causando un crecimiento de grano en la zona afectada térmicamente. - Necesidad de una zona lisa para el fácil desplazamiento de las zapatas. - Hay casos de fractura frágil en la zona soldada. Se debe a que la resistencia al impacto no es lo suficiente elevada en la zona afectada térmicamente y no puede soportar el agrietamiento a temperatura baja. |

## Aplicaciones
Las aplicaciones más comunes son en el sector de la metalurgia , sector de la creación de puentes, naves industriales y maquinaria muy pesada. También se utiliza para soldar paredes gruesas, juntas en grandes hornos, y para soldar aceros inoxidables. Es muy común en la industria naval, para la unión de chapas gruesas de acero al carbono.
También es empleado para la unión de chapas en vertical y para grandes secciones de piezas de fundición y forja de acero, aluminio y titanio. Los espesores de estas chapas están comprendidos entre 20 y 350 mm.